# محمد هاشم سنجر الكاشاني
مير محمد هاشم بن حيدر الكاشاني المتخلص بـسَنْجَر (1572-1612) شاعر فارسي في البلاط المغولي في الهند.

## سيرته
ولد محمد هاشم بن حيدر المعمائي الكاشاني سنة 1572 م/ 980 هـ في مدينة كاشان ودرس على علمائها. ينتمي إلى أسرة‌ شريف النسب. كان والده شاعراً معروفاً في عصره الذي ارتحل إلى الهند في 1591، ثم التحق به إبنه محمد هاشم في 1595 وسكنوا بها. وفي أغرة دخل البلاط المغولي ونال حظا من حكامها.

توفي سنجر الكاشاني في بيجابور في 1612 م/ 1021 هـ.

## آثاره
- خسرو وشيرين: مثنوي
- فرخ نامة: مثنوي